# Alain Cuerrier
Alain Cuerrier, né à Valleyfield en 1962, est un ethnobotaniste, poète, traducteur et professeur québécois.

## Biographie
Alain Cuerrier détient un doctorat en classification des plantes de l'Université de Montréal, avec un an à Harvard.   
Il occupe le poste de botaniste au Jardin botanique de Montréal en plus d'être professeur au Département de sciences biologiques de l'Université de Montréal.
Ses recherches portent sur les relations entre les hommes et les plantes. Il s'intéresse notamment à la biologie végétale de la région de l'Arctique canadien, et plus spécifiquement, aux plantes des communautés inuites et cries du Grand Nord,.
Il travaille avec l'équipe de recherche sur les médecines autochtones antidiabétiques des Instituts de recherche en santé du Canada.
Depuis 2013, Cuerrier collabore également à la création d'un jardin ethnobotanique dans un couvent au Maroc.
En plus de publier des ouvrages scientifiques, il fait paraître des recueils de poésie aux Éditions du Noroît, soit Le rêveur d'ombres (1992), La table partagée (1994), Premières heures (1999), Ritournelle (2005), Fragments échappés du froid  (2006) ainsi que Tout repose (2015),,.
Comme traducteur, il publie Neiges de Carolyn Marie Souaid (Éditions Triptyque, 2006).
Il traduit en français, en collaboration avec Hildegund Janzing et Denis Barabé, l'ouvrage Philosophie de la botanique de Johannes Reinke (les Presses de l'Université de Montréal, 2019).

## Œuvres

### Poésie
- Le rêveur d'ombres, avec des dessins de Pierre Malboeuf, Montréal, Éditions du Noroît, 1992, 71 p.  (ISBN 2-89018-249-5)
- La table partagée, avec des photographies de Pierre Malboeuf, Montréal, Éditions du Noroît, 1994, 88 p.  (ISBN 2-89018-291-6)
- Premières heures, Montréal, Éditions du Noroît, 1999, 78 p.  (ISBN 2-89018-423-4)
- Ritournelle, avec des œuvres de Jean-Claude Pirotte, Montréal, Éditions du Noroît, 2005, 74 p.  (ISBN 2-89018-548-6)
- Fragments échappés du froid, Montréal, Éditions du Noroît, 2006, 39 p.  (ISBN 2-89018-572-9)
- Tout repose, Montréal, Éditions du Noroît, 2015, 85 p.  (ISBN 9782890189782)

### Traduction
- Neiges, de Carolyn Marie Souaid, traduit de l'anglais par Alain Cuerrier, Montréal, Triptyque, 2006, 116 p. (ISBN 2-89031-556-8)
- Philosophie de la botanique, Johannes Reinke, traduit de l'anglais par Alain Cuerrier, Hildegund Janzing et Denis Barabé, Montréal, les Presses de l'Université de Montréal, 2019, 286 p. (ISBN 9782760640412 et 2760640418)

## Prix et distinctions
- 2023 : Prix Acfas Jacques-Rousseau[9], pour la recherche mulidisciplinaire